# Каймашинка
Каймашинка (баш. Ҡаймаш) — река в России, протекает по Янаульскому району Башкортостана. Длина реки составляет 24 км. Рядом с рекой расположены населённые пункты: Шмельково, Банибаш, Истяк, Ахтиял, Сабанчи, Каймашабаш, Каймаша.
Притоки: ручей Киндеклы, река Юссук.

## Данные водного реестра
По данным государственного водного реестра России относится к Камскому бассейновому округу, водохозяйственный участок реки — Буй от истока до Кармановского гидроузла, речной подбассейн реки — бассейны притоков Камы до впадения Белой. Речной бассейн реки — Кама.
Код объекта в государственном водном реестре — 10010101112111100016281.